# Добротівська сільська рада (Кролевецький район)
Добротівська сільська́ ра́да — колишній орган місцевого самоврядування у Кролевецькому районі Сумської області. Адміністративний центр — село Добротове.

## Загальні відомості
- Населення ради: 886 осіб (станом на 2001 рік)

## Населені пункти
Сільській раді були підпорядковані населені пункти:
- с. Добротове
- с. Терехове

## Склад ради
Рада складалася з 12 депутатів та голови.
- Голова ради: Завгородня Світлана Михайлівна
- Секретар ради: Лявенко Валентина Іванівна

### Керівний склад попередніх скликань
| Прізвище, ім'я, по батькові    | Основні відомості                                                          | Дата обрання | Дата звільнення |
| ------------------------------ | -------------------------------------------------------------------------- | ------------ | --------------- |
| Гузь Михайло Федорович         | Сільський голова, 1950 року народження, член Соціалістичної партії України | 26.03.2006   | 31.10.2010      |
| Завгородня Світлана Михайлівна | Сільський голова, 1973 року народження, освіта вища, позапартійна          | 31.10.2010   |                 |

Примітка: таблиця складена за даними сайту Верховної Ради України